# Sławomir Smyczek
Sławomir Sebastian Smyczek – polski ekonomista, dr hab. nauk ekonomicznych, profesor nadzwyczajny Katedry Zarządzania Wyższej Szkoły Bankowej w Poznaniu Wydziału Zamiejscowego w Chorzowie i Kolegium Zarządzania, Katedry Badań Konsumpcji Uniwersytetu Ekonomicznego w Katowicach.

## Życiorys
13 kwietnia 2000 obronił pracę doktorską Zachowania konsumentów indywidualnych na rynku usług bankowych, 8 maja 2008 habilitował się na podstawie dorobku naukowego i pracy zatytułowanej Modele zachowań konsumentów na rynku usług finansowych. 2 kwietnia 2014 nadano mu tytuł profesora w zakresie nauk ekonomicznych. Objął funkcję profesora nadzwyczajnego w Katedrze Zarządzania Wyższej Szkole Bankowej w Poznaniu na Wydziale Zamiejscowym w Chorzowie, oraz w Kolegium Zarządzania, Katedry Badań Konsumpcji na Uniwersytecie Ekonomicznym w Katowicach.
Piastuje stanowisko kierownika w Kolegium Zarządzania, Katedry Badań Konsumpcji Uniwersytetu Ekonomicznego w Katowicach, a także prorektora na Uniwersytecie Ekonomicznym w Katowicach oraz przewodniczącego rady nadzorczej Tauronu.

## Publikacje
- 2005: Typologia konsumentów indywidualnych na rynku usług finansowych[1]
- 2007: Kluby członkowskie jako narzędzie kształtowania lojalności konsumentów[1]
- 2008: Customer trust in virtual environments in service sectors (case study in Poland)[1]
- 2009: Wpływ nowoczesnych kanałów dystrybucji na zachowania konsumentów na rynku usług finansowych[1]